# Жерберт де Монтрейль
Жербе́рт де Монтре́йль, Жербер Монтрейский (фр. Gerbert de Montreuil) — французский поэт (трувер) первой половины XIII века, происходил, вероятно, из парижского пригорода Монтрёй.
Автор знаменитого «Романа о Фиалке» («Roman de la Violette», известного и под заголовком «Gérard de Nevers» — «Жерар из Невера»), описывающего судьбу прекрасной Орианты, оклеветанной перед женихом. По увлекательному изложению и верности в изображении нравов это сочинение считается одним из лучших поэтических произведений средних веков и вызвало многочисленные переделки и подражания («Цимбелин» Шекспира, опера Вебера «Эврианта»). Оригинал издан Fr. Michel (Париж, 1834).
Жербер также известен как поэт, дописавший роман о Персевале Кретьена де Труа до конца. Объём написанного Жербером текста — 17000 стихов (для сравнения, другой редактор «Персеваля» Манессье дописал 10000 стихов), в том числе, редакция Жербера содержит эпизод о Тристане, отсутствующий в других редакциях романа.